# 楊靖
杨靖（1360年—1397年），字仲宁，南直隸淮安府山陽縣（今江蘇淮安市淮安区）人。明初政治人物。
杨靖于洪武十八年（1385年）成乙丑科三甲进士，选吏科庶吉士。次年，擢户部侍郎。洪武二十二年（1389年），晋升为尚书。次年五月，诏在京官三年者皆迁调，著为令。洪武二十六年（1393年），兼太子宾客。不久，坐事免官。又因谕安南输粟饷师有功，拜为左都御史。洪武三十年（1397年）七月，因帮助乡人代改诉冤状草，被御史所劾。太祖怒，起初还想念其有才不问罪，但因御史坚持，最终将其赐死在家。